# Schistorchis carneus
Schistorchis carneus is een soort in de taxonomische indeling van de platwormen (Platyhelminthes). De worm is tweeslachtig en kan zowel mannelijke als vrouwelijke geslachtscellen produceren. De soort leeft in zeer vochtige omstandigheden. 
De platworm behoort tot het geslacht Schistorchis en behoort tot de familie Apocreadiidae. De wetenschappelijke naam van de soort werd voor het eerst geldig gepubliceerd in 1906 door Max Lühe. Het is de typesoort van het geslacht Schistorchis, dat Lühe in dezelfde publicatie definieerde.
De worm is een parasiet die gevonden werd in de maag van de reuzenkogelvis (Tetrodon stellatus) in de parelbanken van Ceylon. De lengte is 10 tot 15 mm, de breedte 4 tot 6 mm en de kleur bloedrood.